# Bembina pseudaurantiaca
Bembina pseudaurantiaca är en fjärilsart som beskrevs av Holloway 1999. Bembina pseudaurantiaca ingår i släktet Bembina och familjen tofsspinnare. Inga underarter finns listade i Catalogue of Life.